# Гхизер (округ)
Гхизер (англ. Ghizer District) — один из 7 округов пакистанской территории Гилгит-Балтистан.

## Географическое положение
Округ граничит с Хайбер-Пахтунхвой с трёх сторон (север, запад и юг), с округом Диамер на юго-востоке и округом Гилгит на востоке. Небольшая часть округа расположена между Хайбер-Пахтунхвой и Ваханским коридором Афганистана. Административный центр округа — Гакуч.